# Pueblo Andino
Pueblo Andino é uma comuna da Argentina localizada no departamento de Iriondo, província de Santa Fé.